# Powierzchnia heterogeniczna
Powierzchnia heterogeniczna – z punktu widzenia adsorpcji, powierzchnia energetycznie niejednorodna. Niejednorodności potencjału adsorpcyjnego rzędu kT lub większe wynikające z chemicznej struktury materiału adsorbentu lub jego kształtu (zob. niejednorodność strukturalna) mają duży wpływ na przebieg izoterm adsorpcji.